# Mokrus (Kalety)
Mokrus – część miasta Kalet w województwie śląskim, w powiecie tarnogórskim.
Mokrus położony jest wśród lasów, w północnej wschodniej części miasta, w rejonie ulicy Młyńskiej.
Do 1945 część gminy jednostkowej Zielona. 1 grudnia 1945 w składzie wiejskiej zbiorowej gminy Kalety w powiecie lublinieckim w województwie śląskim. 1 stycznia 1951 w związku z nadaniem gminie Kalety statusu miasta stał się obszarem miejskim miasta Kalety. 5 października 1954, w związku z reformą administracyjną Polski, wyłączony z Kalet, stając się ponownie obszarem wiejskim w składzie nowo utworzonej gromady Miotek. Tam przetrwał w latach 1954–1972. 1 stycznia 1973, w związku z kolejną reformą gminną, prawie całe sołectwo Miotek (obejmujące Miotek, Kolonię Woźnicką, Mokrus i Zieloną) włączono do Kalet; jedynie Kolonię Woźnicką włączono do miasta Woźniki.